# Simba Sports Club
Simba Sports Club é um clube de futebol da cidade de Dar es Salaam na Tanzânia.
O clube teve várias denominações durante sua história, sendo fundado em 1936 como Queens, em seguida mudou para Eagles, depois Dar Sunderland e enfim em 1971 mudou para o seu nome atual, Simba (que significa leão em suaíli).

## Títulos
| CONTINENTAIS | CONTINENTAIS               | CONTINENTAIS | CONTINENTAIS |
|              | Competição                 | Títulos      | Temporadas |
| ------------ | -------------------------- | ------------ | --- |
|              | Copa Interclubes da CECAFA | 6            | 1974, 1991, 1992, 1995, 1996, 2002.                                                                                              |
| NACIONAIS    |                            |              | |
|              | Competição                 | Títulos      | Temporadas |
| Tanzânia     | Campeonato Tanzâniano      | 21           | 1965, 1966, 1973, 1976, 1977, 1978, 1979, 1980, 1993, 1994, 1995, 2001, 2002, 2003, 2004, 2007, 2010, 2012, 2018, 2019 e 2020-21 |
| Tanzânia     | Taça da Tanzânia           | 3            | 1984, 1995, 2000. |

## Elenco
Atualizado em 19 de janeiro de 2021.
Legenda
- : Capitão
- : Jogador suspenso
- : Jogador lesionado

1. Aishi Manula 30
2. Beno Kakolanya 5
3. Ibrahim Ame 6
4. Serge Wawa 16
5. Joash Onyango 12
6. Shomari Kapombe 8
7. Larry Bwalya 17
8. Clatous Chama 19
9. Mzamiru Yassin 3
10. Bernard Morrison 14
11. Meddie Kagere 34
12. Jonas Mkude 20
13. Mutshimba Mugalu 7
14. Luís Eduardo Bueno  9
15. Athumani Miraji 21
16. John Bocco 22
17. Francis Kahata 25
18. Seleman Matola 15
19. Yassin Gembe 2
20. Gabriel Michael 13
21. Ndemla 18
22. Comissão Técnica:
23. Hassan Dilunga  Sven Vandenbroeck
24. Mwarami Mohamed  Mohammed Husseini  Luís Miquissone  Erasto Nyoni  Adel Zrane|

## Performance nas competições da CAF
- Liga dos Campeões da CAF: 6 participações

2002 - Primeira fase
2003 - Fase de grupos
2004 - Primeira fase
2005 - Primeira fase
2008 - Primeira fase
2011 -
- Copa dos campeões africanos: 8 participações